# Vanda ustii
Vanda ustii är en orkidéart som beskrevs av Golamco, Claustro och De Mesa. Vanda ustii ingår i släktet Vanda och familjen orkidéer.
Artens utbredningsområde är Filippinerna. Inga underarter finns listade i Catalogue of Life.